# Песчанка Чизмана
Песчанка Чизмана (лат. Gerbillus cheesmani) — вид грызунов подсемейства песчанковых семейства мышиных. Он обитает в основном на Аравийском полуострове и на юго-западе Ирана. Имеет оранжево-коричневый мех на верхней стороне тела, белое брюхо, большие глаза и очень длинный хвост.

## Таксономия
Песчанка Чизмана была впервые описана британским зоологом Олдфилдом Томасом в 1919 году. Вид был назван в честь своего первооткрывателя, офицера британской армии, исследователя и орнитолога Роберта Эрнеста Чизмена, который добыл первые экземпляры во время исследовательской экспедиции в Саудовской Аравии.

## Описание
Песчанка Чизмана внешне похожа на карликовую песчанку (Gerbillus gerbillus) и песчанку Андерсона (Gerbillus andersoni). Длина её тела вместе с головой от 70 до 110 мм и хвоста от 90 до 135 мм, и как упомянутые выше виды, она имеет волосатые подошвы лап. Мех на верхней стороне тела оранжево-коричневый, а брюхо белое.

## Распространение и места обитания
Песчанка Чизмана обитает на Аравийском полуострове и Ближнем Востоке. Её ареал включает в себя Саудовскую Аравию, Объединенные Арабские Эмираты, Оман, Йемен, Кувейт, Ирак, Иран, Сирию и Иорданию. Её природная среда обитания — засушливые равнины с песчаными почвами, пустыни и прибрежные равнинные солончаки (себха). Она часто встречается в местах, где растут саксаул, джузгун, Ephedra alata и полынь.

## Экология
Песчанка Чизмана ведёт ночной образ жизни, жаркие дневные часы она проводят в норе и выходит на поверхность ночью, чтобы найти корм — семена и травы, хотя иногда употребляет и пищу животного происхождения. Волосы на подошвах ног служат для того, чтобы бегать по песку, а также эта песчанка может совершать длинные прыжки. Она добывает воду, слизывая росу с растений, а также экономит воду, производя сухие фекалии и очень мало мочи. Она притаскивает в нору сочные растения, тем самым повышая уровень влажности внутри. Вход в нору часто располагается у основания куста, а также песчанка закрывает вход, сгребая песок хвостом. На неё нападают такие хищники, как совы, Vulpes vulpes arabica и песчаная лисица.

## Природоохранный статус вида
Песчанка Чизмана является широко распространённым видом, имеет большой ареал и, как предполагается, очень многочисленна. По мнению исследователей, популяция песчанки Чизмана стабильна и никаких особых угроз для животных не выявлено. Международный союз охраны природы оценил его природоохранный статус как «находящийся под наименьшей угрозой».